# العلاقات المجرية الإريترية
العلاقات المجرية الإريترية هي العلاقات الثنائية التي تجمع بين المجر وإريتريا.

## مقارنة بين البلدين
هذه مقارنة عامة ومرجعية للدولتين:
| وجه المقارنة                                              | المجر                                                       | إريتريا                                      |
| --------------------------------------------------------- | ----------------------------------------------------------- | -------------------------------------------- |
| المساحة (كم2)                                             | 93.04 ألف                                                   | 117.60 ألف                                   |
| عدد السكان (نسمة)                                         | 9.78 مليون                                                  | 6.33 مليون                                   |
| الكثافة السكانية (ن./كم²)                                 | 105.12                                                      | 53.83                                        |
| العاصمة                                                   | بودابست                                                     | أسمرة                                        |
| اللغة الرسمية                                             | لغة مجرية                                                   | اللغة التغرينية، اللغة العربية، لغة إنجليزية |
| العملة                                                    | فورنت مجري                                                  | ناكفا                                        |
| الناتج المحلي الإجمالي (بليون دولار)                      | 139.14 مليار                                                | 2.61 مليار                                   |
| الناتج المحلي الإجمالي (تعادل القوة الشرائية) بليون دولار | 260.42 مليار                                                |                                              |
| الناتج المحلي الإجمالي الاسمي للفرد دولار أمريكي          | 12.36 ألف                                                   |                                              |
| الناتج المحلي الإجمالي للفرد دولار أمريكي                 | 25.07 ألف                                                   |                                              |
| مؤشر التنمية البشرية                                      | 0.828                                                       | 0.391                                        |
| رمز المكالمات الدولي                                      | +36                                                         | +291                                         |
| رمز الإنترنت                                              | .hu                                                         | .er                                          |
| المنطقة الزمنية                                           | ت ع م+01:00، ت ع م+02:00، أوروبا/بودابست ‏، توقيت وسط أوروبا | ت ع م+03:00                                  |

## منظمات دولية مشتركة
يشترك البلدان في عضوية مجموعة من المنظمات الدولية، منها:
| علم المنظمة | اسم المنظمة                        | تاريخ انضمام المجر | تاريخ انضمام إريتريا |
| ----------- | ---------------------------------- | ------------------ | -------------------- |
|             | مؤسسة التمويل الدولية              | 29 أبريل 1985      | 11 أكتوبر 1995       |
|             | منظمة حظر الأسلحة الكيميائية       | ?                  | ?                    |
|             | يونسكو                             | 14 سبتمبر 1948     | 2 سبتمبر 1993        |
|             | الاتحاد الدولي للاتصالات           | 1866               | 6 أغسطس 1993         |
|             | الأمم المتحدة                      | 14 ديسمبر 1955     | 28 مايو 1993         |
|             | منظمة الشرطة الجنائية الدولية      | ?                  | ?                    |
|             | البنك الدولي للإنشاء والتعمير      | 7 يوليو 1982       | 6 يوليو 1994         |
|             | الاتحاد البريدي العالمي            | ?                  | ?                    |
|             | مؤسسة التنمية الدولية              | 29 أبريل 1985      | 6 يوليو 1994         |
|             | وكالة ضمان الاستثمار متعدد الأطراف | 21 أبريل 1988      | 10 سبتمبر 1996       |

## وصلات خارجية
- موقع وزارة الخارجية المجرية